# Vatiga
Vatiga is een geslacht van wantsen uit de familie van de Tingidae (Netwantsen). Het geslacht werd voor het eerst wetenschappelijk beschreven door Drake & Hambleton in 1946.

## Soorten
Het genus bevat de volgende soorten:

- Vatiga cassiae (Drake & Hambleton, 1934)
- Vatiga celebrata (Drake, 1928)
- Vatiga illudens (Drake, 1922)
- Vatiga lonchocarpa (Drake & Hambleton, 1944)
- Vatiga longula (Drake, 1922)
- Vatiga manihotae (Drake, 1922)
- Vatiga pauxilla (Drake & Poor, 1939)
- Vatiga sesoris (Drake & Hambleton, 1942)
- Vatiga variana Drake & Hambleton, 1946
- Vatiga varianta (Drake, 1930)
- Vatiga viscosana Drake & Hambleton, 1946